# Flächenwiderstand
Der (spezifische) Flächenwiderstand beschreibt den elektrischen Widerstand einer elektrisch leitfähigen Schicht. Je nach Anwendung fließt der elektrische Strom nur parallel zur Schicht oder senkrecht durch diese hindurch.
Typische Fälle, bei denen der Flächenwiderstand eine Rolle spielt, sind das elektrische Bauteil Schichtwiderstand, aber auch die Deckelektroden von Fotodioden, Solarzellen, die Metallschichtstrukturen von Leiterplatten und die Leit- bzw. Dotierungszonen integrierter Schaltkreise, sowie die Impedanzmessung an Zellkulturen 
Der Oberflächenwiderstand dielektrischer Körper und Flüssigkeiten ist um viele Größenordnungen höher und bildet sich meist unerwünscht durch die Grenzfläche selbst oder adsorbierte Stoffe.

## Definition

Geometrie zur Definition des elektr. Widerstandes (links) bzw. des Flächenwiderstandes (rechts). Wenn der Strom parallel zum Doppelpfeil am Buchstaben L durch die Schicht fließt, dann ist die Ein- bzw. Austrittsfläche jeweils Flächeneinheiten groß.

Der spezifische Flächenwiderstand {\displaystyle R_{\Box }} einer Widerstandsschicht der Dicke {\displaystyle d} mit einem isotropen spezifischen Widerstand {\displaystyle \rho } beträgt
{\displaystyle R_{\Box }={\frac {\rho }{d}}}
D. h. je dünner die Schicht ({\displaystyle d} klein), desto höher ihr Flächenwiderstand (bei konstantem spezifischem Widerstand {\displaystyle \rho }).
Da außerdem gilt:
{\displaystyle \rho ={R}\cdot {\frac {A_{el}}{L}}}
mit
- elektrischer Widerstand {\displaystyle R}
- Elektrodenflächen {\displaystyle A_{el}=d\cdot B} (Elektroden über die gesamte Breite {\displaystyle B} zweier gegenüberliegender Kanten)
- Länge {\displaystyle L,}

folgt
{\displaystyle \Rightarrow R_{\Box }={R}\cdot {\frac {A_{el}}{L\cdot d}}={R}\cdot {\frac {d\cdot B}{d\cdot L}}={R}\cdot {\frac {B}{L}}}
Mit Hilfe des spezifischen Flächenwiderstandes einer Widerstandsschicht kann also die Größe eines daraus gefertigten Widerstandes anhand seiner Geometrie bestimmt werden:
{\displaystyle \Leftrightarrow R={R_{\Box }}\cdot {\frac {L}{B}}}
So stimmt bei einer quadratischen Schicht:
Kantenlängen {\displaystyle B=L} (beliebig groß)
der Flächenwiderstand mit dem Widerstand überein:
{\displaystyle R_{\Box }=R}

### Oberflächenwiderstand
Der Oberflächenwiderstand ist für Isolierstoffe maßgebend, wenn der Stromfluss im Wesentlichen an der Oberfläche stattfindet, also der Volumenwiderstand (der spezifische Widerstand des Materials) vergleichsweise hoch ist. Das ist – ohne dass eine Beschichtung vorliegt – bei vielen Isolierstoffen der Fall, da die Oberfläche eine Störzone ist, an der sich andere Stoffe anlagern können. Die Adsorption von Wasser ist zum Beispiel typisch für Glas. Der Oberflächenwiderstand kann prinzipiell ebenso bestimmt werden wie bei elektrischen Leitern oder Halbleitern, der Stromfluss ist jedoch sehr gering. Durch spezielle Elektroden (Feldsteuerung) kann der Oberflächenwiderstand getrennt vom Volumenwiderstand bestimmt werden. Der spezifische Oberflächenwiderstand ist eine Kenngröße von Isolierstoffen, zu seiner  Angabe gehören immer auch Angaben zu den Messbedingungen (Elektrodenform und -größe, Temperatur, Luftfeuchtigkeit, Vorgeschichte).

## Einheit
Da der spezifische Widerstand {\displaystyle \rho } die Einheit Ωm hat, ist die Einheit des Flächenwiderstandes identisch mit der Einheit Ω (Ohm) des elektrischen Widerstandes:
{\displaystyle \left[R_{\Box }\right]={\frac {\left[\rho \right]}{\left[d\right]}}={\frac {\Omega \cdot {\text{m}}}{\text{m}}}=\Omega }
Zur besseren Unterscheidung wird der Flächenwiderstand deshalb oft in der Einheit {\displaystyle \Omega /\Box } angegeben. Eine solche Indizierung physikalischer Einheiten ist jedoch nicht in den Normen DIN 1301 und ISO 31 vorgesehen.

## Messung
Der Flächenwiderstand einer Schicht aus einem Leiter oder einem Halbleiter kann zum Beispiel mit Hilfe der Vier-Punkt-Methode oder der speziellen Van-der-Pauw-Methode oder als berührungslose Messung mit einem Wirbelstromprüfgerät gemessen werden. Bei der Vier-Punkt-Methode wird der Einfluss des Kontaktwiderstandes auf die Messung eliminiert, indem zwischen zwei Kontaktpunkten ein Stromfluss erzeugt wird, während der Spannungsabfall über zwei weitere Kontaktpunkte gemessen wird. Bei der berührungsfreien Schichtwiderstandsmessung/Flächenwiderstandsmessung mit einem speziellen Wirbelstromprüfgerät wird im Material ein magnetisches Wechselfeld erzeugt, dessen aufgrund des Wirbelstromes entstehendes Gegenfeld der Messsensor auswertet.
Ein Charakteristikum dünner Schichten ist, dass die Eigenschaften von einem voluminösen Körper gleicher Zusammensetzung abweichen. Daher kann oft nicht aus den geometrischen Dimensionen der Schicht und des spezifischen Widerstandes des Schichtmaterials zurückgerechnet werden.
Der spezifische Oberflächenwiderstand von Isolierstoffen kann nicht mit den vorgenannten Methoden bestimmt werden, da die Ströme zu gering sind. Er wird zum Beispiel mit einer Elektrodenanordnung nach DIN EN 62631-3-1 (2017-01) bzw. VDE 0307-3-1: 2017-01 sowie TRGS 727 Nr. 2 Absatz 6 + 7 bestimmt. Charakteristisch sind hierbei zusätzliche feldsteuernde Elektroden, die den Stromfluss durch das Volumen und jenseits der Messfläche vermeiden. Es werden quadratische oder Kreisringflächen vermessen.

## Beispiel
Der Flächenwiderstand einer Kupferschicht (ρ ≈ 1,72·10−8 Ωm) mit einer Stärke von knapp 35 µm (wie häufig auf elektrischen Leiterplatten benutzt) beträgt knapp 0,5 mΩ.

## Anwendung
Die Flächenwiderstandsmessung wird häufig angewendet, um die Homogenität von elektrisch leitfähigen oder halbleitfähigen Materialien oder Schichten zu beurteilen. Typische Anwendungen finden sich zum Beispiel in der Qualitätsprüfung von TCO, metallischen Schichten oder Schichten aus leitfähigen Nanomaterialien auf Architekturglas, Polymerfolien, Displays, OLED und in der Wafer- oder Photovoltaikindustrie. Die kontaktierende Vier-Punkt-Methode wird meist angewandt zur Einzelprüfung von harten, unempfindlichen Materialien, während das berührungslose Wirbelstromverfahren zum Scannen ganzer Schichten, zur Inline-Überwachung des Beschichtungsprozesses und zur Messung von empfindlichen oder verkapselten Schichten verwendet wird.
Der Oberflächenwiderstand von Isolierstoffen ist oft maßgebend für deren Isolationseigenschaften. Für den ESD-Schutz wird der Oberflächenwiderstand oft gezielt verringert, um elektrostatische Entladungen abzuleiten.